# Ali Bouafia
Ali Bouafia (Mulhouse, Francia, 5 de agosto de 1964) es un exfutbolista de Argelia nacido en Francia que jugaba en la posición de mediapunta.

## Carrera

### Club
| Periodo   | Club                   | Apariciones | Goles |
| --------- | ---------------------- | ----------- | ----- |
| 1983–1987 | FC Mulhouse            | 79          | 14    |
| 1987–1988 | Olympique de Marseille | 12          | 1     |
| 1988–1992 | Lyon                   | 126         | 24    |
| 1992–1995 | RC Strasbourg          | 92          | 13    |
| 1995–1997 | FC Sochaux             | 56          | 6     |
| 1997–1999 | FC Lorient             | 60          | 23    |
| 1999–2000 | US Créteil             | 20          | 1     |
| 2000      | → EA Guingamp (cedido) | 12          | 4     |

### Selección nacional
Jugó para Argelia en siete ocasiones de 1987 a 1992 y participó en dos ediciones de la Copa Africana de Naciones.

## Logros
- Equipo Ideal de la Ligue 2 en 1997/98.[4]